# Xanthogryllacris punctipennis
Xanthogryllacris punctipennis är en insektsart som först beskrevs av Walker, F. 1869.  Xanthogryllacris punctipennis ingår i släktet Xanthogryllacris och familjen Gryllacrididae.

## Underarter
Arten delas in i följande underarter:
- X. p. confluens
- X. p. punctipennis
- X. p. zatricia
- X. p. erimae
- X. p. keyica
- X. p. fenestrigera
- X. p. gemmicula